# Кућа са каменим звоном
Кућа са каменим звоном налази се на Старом градском тргу (Старомјестске намјести) у Прагу. Налази се поред палате Кински, на углу Старог градског трга и улице Тинска.

## Порекло имена
Кућа је добила име по каменом звону уграђеном у спољни угао. Звоно би могло бити подсетник на долазак Јована Слепог (Бохемијског) у Праг 1310. године, после узалудне опсаде града окупираног од стране Хенрика Корушког.

## Историја

### Резиме
Кућа је данас остатак већег објекта из средине 14. века. Највероватније је служила као привремени боравак Елизабете, краљице Чешке и Јовану од Бохемије након њиховог пресељења у Праг.
Кућа је обнављана током 15 - 19. века. Током ових година готичка слика палате практично се изгубила. Између 1975-1987. изведена је опсежна неоготичка обнова куће. Током ове обнове откривена је и обновљена готичка фасада, уместо постојеће барокне. На кров је додат и армирано-бетонски парапет, који је кући раније недостајао. Од 1988. године налази се под управом Националне галерије у Прагу.

### 14 - 16. век
Прва документована референца на кућу датира из 1363. године, када је припадала племићу Хенслину Песолду из Хеба. Наредних година кућа је имала много власника, од богатих до ситних племића. Поред тога, кућа је била драгуљ трга захваљујући својим замршеним фасадним украсима који су инспирисали артикулацију источне фасаде нове градске куће која је саграђена крајем 14. века.
Између 1484-1513, цена куће се удвостручила. То сугерише да је током ових година кућа била подвргнута великим реновирањима. Током прве деценије 16. века, када је кућу поседовао Вацлав Шлехта из Помберка, изграђено је источно крило и ренесансни портал. Такође из овог времена, сачувано је неколико слика драперија, које су украшавале зидове. Нешто касније по завршетку додато је северно крило које је затварало двориште.

### 17 - 19. век
Значајна прекретница за кућу била је 1685. година, када је кућа подвргнута још једној великој обнови. Сви готички елементи са фасаде уклоњени су и коришћени за зидање. Кућа је такође добила нови кров и смањена јој је висина. Друго велико прилагођавање била је промена броја спратова угаоне куле са три на четири, што је западној фасади дало врло посебан карактер. Међутим, сачувана је артикулација три прозора. Северно пужасто степениште изгубило је функцију главног степеништа услед промена висина и од тада се користило као остава.
1775. година била је још једна година значајних прилагођавања куће. Изграђена галерија, смештена на масивним барокним конзолама, саграђена је у унутрашњем дворишту, а западна фасада је добила нови штуко акценат.
У 19. веку кућа је поново претрпела мања прилагођавања, мада ни приближно толико значајна као претходне реконструкције. На пример, барокна фасада је поједностављена. Међутим, деведесетих година кућа је добила необарокну штукатуру.

### Рестаурација у 20. веку
Током 20. века, собе куће са каменим звоном користиле су се као канцеларије, складишни простори или радионице, а зграда је полако пропадала. Током 60-их година, било је неколико историјских истраживања која су показала да је кућа изузетна готичка грађевина. Шеф Државног завода за рестаурацију историјских градова и зграда Јан Мук (инжењер грађевине и историчар уметности) заједно са Јозефом Хизлером (архитекта и рестауратор архитектуре) открио је главну фасаду из готичког периода.
Након истраживања, темељно готичко обнављање куће започело је 1975. године и трајало је до 1987. године. На пројектима су били архитекти А. Харватова и В. Пелзбауер, док је рестаурација готичких архитектонских елемената била под вођством конзерватора-рестауратора архитектуре Јиржија Блажеја. У средишту Старог градског трга створена је привремена клесарска радионица, где су рестаурирани фрагменти елемената пронађени у подлози од опеке. Фрагменти камених украса привремено су чувани у подруму куће. Током обнове куће пронађено је више од 12.000 фрагмената.
У угаоној кули обновљена су првобитна два спрата, чиме су постављени барокни прозори и рестаурирани оригинални готички прозори. Масверк је састављен од пронађених фрагмената, међутим балдахини између прозора сачувани су само у торзоу.
Унутра су рестауратори могли да пронађу и обнове полихроматске дрвене плафоне на оба спрата, као и осликане капеле у приземљу и на спрату. Такође је обновљено пужасто степениште са гардеробама-  тоалетима. Међутим, унутрашње двориште задржало је свој барокни изглед, укључујући и уграђену галерију, смештену на масивним барокним конзолама.

## Спољашњост
Кућа са каменим звоном данас се назива угаона кула на коју је повезано јужно крило. Источно и северно крило, која су касније завршена, затварају двориште куће. Западно крило које није сачувано, налазило се на месту данашње палате Кински. Фасаде су малтерисане, са изузетком украсног камена око довратника, што је било врло често код средњовековних грађанских кућа. Западна фасада је, међутим, била изузетак, јер је остала потпуно немалтерисана.

### Западна фасада
Фасада према Старом градском тргу је најлепша на целој кући. У поређењу са осталим фасадама много је софистициранија и може се похвалити сложеним резбаријама од камена. 
Између прозора првог и другог спрата налазиле су се нише за статуе. 
Унутар ових осам ниша налазиле су се статуе. Између прозора првог спрата налазиле су се статуе краљева и краљица које су седеле на престолу. Поред њих, пратили су их витезови у пуном оклопу. Торзое ових статуа из фрагмената је поново саставио Јан Блажеј и данас се могу видети у капели која се налази у приземљу. Кипови у нишама другог спрата нису сачувани. Претпоставља се да су можда постојали кипови светаца - чешких заштитника - Вацлава I, Вида, Адалберта Прашког и Прокопија Чеха. Приземни део фасаде није могао у потпуности да се обнови због лошег стања. Међутим, након налаза дела коња, претпоставља се да је коњичка статуа могла бити постављена изнад његовог портала. Распоред статуа на предњој фасади и украси односе се како на архитектуру катедрала, тако и на древну византијску уметност.
Сви профили довратника и други камени елементи истог су карактера и показују јединство, што је доказ да је кулу у кратком временском периоду (око 1310. године) изградила једна зидарска радионица. Декорације статуа откривају да су уметници припадали истој зидарској радионици, али није познато којој радионици посебно. Док се неки извори позивају на француско оријентисану зидарску радионицу, други се односе на ложу из Келна.

## Ентеријер

### Приземље
Читаво приземље куле чини улазни хол који води кроз пролаз у двориште. Ширина пролаза указује на то да се у кућу могло ући на коњу, али не и коњском запрегом. 
Капели је могуће приступити са пролаза кроз мале готичке портале. Архитектонски концепт простора указује на то да првобитно није био замишљен као капела. Прозори који гледају на двориште и на улицу су равни и правоугаоног облика. У соби недостају литургијски реквизити, осим фрески са сакралном тематиком, датираних из 1310. године, које указују на то да је простор био капела, упркос зидовима из друге половине 13. века. Пре него што је простор освећен, можда је постојала продавница или трговачка соба, која се у средњовековним кућама обично налазила иза улазног хола.

### Први спрат
Кули је могуће приступити спиралним степеништем које се налази на левој страни улазног хола. Повезује појединачне спратове угаоне куле. Користи се за приступ гардеробама и првобитно је омогућавао улаз на први спрат западног крила, који је имао нижу висину од пода до пода.
Простор првог спрата угаоне куле поново је обједињен и нема сумње да је коришћен као репрезентативна сала. На северном зиду је рестаурирана слика која приказује елементе дворске уметности друге половине 14. века.
Унутрашњост ораторијума обилује многим архитектонским детаљима. Најзначајнија је тролисна ниша у источном зиду. Све три нише украшене су чипкастим украсима и цвећем. Делимично су очуване и полихромне (засићене црвене и плаве боје) нише.
Такође се нагађа да су друге коморе првог спрата служиле у приватне сврхе, изузев попречне сале смештене у западном крилу. Поред малог пужастог степеништа у кули, собама се приступало углавном са широког спиралног степеништа у северном крилу.

### Други спрат
На другом спрату куле налази се обједињени простор, који је током обнављања у 20. веку преименован у престону дворану Елизабете од Чешке. 
Други спрат осталих крила није био директно доступан са другог спрата куле због висинских разлика. Распоред је одговарао распореду просторија смештених на првом спрату, с том разликом што је хала попречног крила вероватно замењена са више приватних одаја.

## Занимљивости
- Краљевска палата Прашког замка неко време је била ненасељена након пожара 1303. године, стога је могуће да су Јован Чешки и Елизабета Бохемијска живели у Кући каменог звона и да је овде рођен Карло IV 1316. године. Можда је овде боравио убрзо и након повратка у Бохемију 1333. године.
- Од 2012. године овде се одржава Brikcius фестивал - циклус концерата камерне музике.
- Данас је тешко разумети опсежна барокна прилагођавања зграде. Промене које су унели у готичке елементе куће донекле су драстичне и неразумљиве. Међутим, важно је напоменути да је истраживање које је спровео Јан Блажеј показало да је већина елемената у то време била у врло лошем стању и да је цела кућа била нејасна. То је било због непримерене употребе лапорца на фасади. Употреба неквалитетног камена или обликовање неких елемената проузроковало је да архитектонски елементи буду изложени дејству воде. Прилагођавање бароку било је стога неопходно и згради је донело бољи комфор живљења.
- Реновирања од 1960-их до 1980-их и даље су предмет многих спорова. Додати бетонски венац галерије је контроверзан, као и употреба технике анастилозе. Ова техника оставља оригиналне елементе на месту где год је то могуће и сломљене обнавља тачним репликама. Иако се мишљења о готичком оживљавању зграде разликују, а неки научни кругови чак је одбацују или не слажу се са њом, зграда и даље остаје једна од значајнијих у Европи и изванредан је пример профане готичке архитектуре којој нема премца у подручјима источно од Француске.

## Изложбе
У згради се налази Прашка градска галерија, па се у кући често постављају изложбе модерне и савремене уметности, које чине врло занимљив и посебан контраст у античком простору соба и сала.
- Јун 2018. - септембар 2018. - Сантијаго Калатрава: Уметност и архитектура